# Atripalda
Atripalda är en kommun i provinsen Avellino, i regionen Kampanien. Kommunen hade 10 968 invånare (2017) och gränsar till kommunerna Aiello del Sabato, Avellino, Cesinali, Manocalzati, San Potito Ultra, Santo Stefano del Sole samt Sorbo Serpico.